# Camerlo
Camerlo (ook: Kamerlo) is een gehucht van Genk gelegen nabij Langerlo en de Genkse wijk Kolderbos.

## Geschiedenis
De naam Camerlo betekent: Vochtige plek in het bos. Camerlo werd in 1440 al vermeld en in elk geval in 1589 bevond er zich ook een kapel, welke later verschillende malen is hernieuwd.
Er kwamen twee wegen samen: De weg van Genk over Terboekt en Zutendaal naar Maastricht, en de Sledderloweg over Bilzen naar Luik. Vooral met Maastricht had de bevolking regelmatig contact, onder meer voor de uitwisseling van handelswaar.
In 1850 waren er elf boerderijen bij het kapelletje, de meeste van het langgeveltype. De meeste zijn er nog steeds te vinden. De economische activiteit (korenmolen, winkeltjes, melkfabriek) vond plaats te Langerlo.
Vanaf 1930 kwamen er meer huizen bij, maar door de aanleg van de wijk Kolderbos, omstreeks 1964, werd Camerlo min of meer van Langerlo afgesneden en vormde er geen eenheid meer mee. Niettemin is Camerlo betrekkelijk ongeschonden blijven bestaan. Er bestaat in Camerlo nog een verenigingsleven.
In 2008 werd een beeld in Camerlo neergezet, ontworpen door Raf Timmermans. Het stelt de gemeenschapszin voor en bestaat uit een stapeling van witte en zwarte natuurstenen schijven.